# Ad Noiseam
Ad Noiseam est un label indépendant de musique électronique.

## Historique
Le label est créé en avril 2001 par Nicolas Chevreux et établi à Berlin, en Allemagne,.

## Catalogue
Ad Noiseam a édité les artistes suivants :
- 2methyl
- Antigen Shift
- Bong-Ra
- Broken Note
- Cdatakill
- Dälek
- Detritus
- DJ Hidden
- Enduser
- Exillon
- Hecq
- Igorrr
- Iszoloscope
- Knifehandchop
- Line 47
- Matta
- Mothboy
- Niveau Zero
- Öxxö Xööx
- Ra
- Shitmat
- Somatic Responses
- Szkieve
- Tarmvred
- The Kilimanjaro Darkjazz Ensemble
- Ruby My Dear